# Oleksander Pežanskyj
Oleksander Hryhorovyč Pežanskyj (2. listopadu 1892, Lvov – 31. srpna 1972, Downers Grove) byl ukrajinský architekt, fotograf, malíř, voják ukrajinské haličské armády. Syn architekta Hryhorije Pežanského.

## Životopis
Narodil se 2. listopadu 1892 ve Lvově v rodině architekta Hryhorije Pežanského. Vystudoval Lvovské gymnázium. Od roku 1910 studoval na Lvovské polytechnice. V té době byl spolu se svým starším bratrem Volodymyrem členem poloamatérského orchestru studentů lvovského akademického gymnázia a konzervatoře. Účastnil se akcí pěveckého sboru "Bandurist". Studoval hru na housle na Hudebním institutu Mykoly Lysenka. Jako člen studentského spolku techniků "Osnova", kde o prázdninách vedl kurzy geometrie skic pro uchazeče o polytechniku. Měl rád fotografování a malování.
Během první světové války přerušil studia a byl mobilizován do rakouské armády. Účastnil se vojenských operací na východní a jižní frontě. V roce 1917 se mu podařilo pokračovat ve studiu ve Vídni. V roce 1918 složil diplomovou zkoušku ve Lvově. V roce 1919 se dobrovolně přihlásil do ukrajinské haličské armády.
Později pracoval jako architekt ve Lvově. Navrhoval obytné, veřejné a náboženské stavby ve stylu modernismu a funkcionalismu ve Lvově a různých osadách západní Ukrajiny. Byl členem Karpatského lesnického klubu, Turistického a vlastivědného spolku „Plaj“ a Svazu ukrajinských vlastníků nemovitostí ve Lvově.
V roce 1933 se oženil, v roce 1936 se mu narodila jediná dcera. Ve Lvově bydlel v Pelčynské ulici 22, byt 11 (nyní ulice Vítovského).
Během 2. světové války se s rodinou přestěhoval do polských Katovic, kde pracoval jako architekt. Dekretem ze dne 16. června 1955 mu byla udělena medaile k 10. výročí lidového Polska.
V roce 1966 odešel do USA. Napsal paměti o dobách služby v UGA. Zemřel 31. srpna 1972 ve vesnici Downers Grove (Downers Grove) poblíž Chicaga.

### Rodina
Manželka Iryna z rodu Makaruškových (1905-1995) a dcera Daria Jarosevičová byly aktivistky ukrajinských veřejných organizací v Chicagu. Mladší bratr Mychajlo Pežanskyj (1900–1987) byl stavební inženýr a terminograf.

## Fotografie
Jedním z koníčků Oleksandra Pežanského byla fotografie. Pežanskyj byl aktivní člen Ukrajinské fotografické společnosti (UFT), byl jedním z prvních v Haliči, kteří se začali zajímat o barevnou fotografii. Zúčastnil se mnoha výstav UFT ve Lvově a po sovětské okupaci – na výstavách Společnosti v USA. Vyhrál první cenu na výstavě v New Yorku (černobílá fotografie s názvem Upracované ruce). Své práce publikoval v časopise Svazu ukrajinských žen v Americe, ve zpravodaji Ukrajinského kongresového výboru v Americe. Díky úsilí dcery Darie Pežanské (Jaroševyčové) vydalo nakladatelství Světlo a stín v roce 1992 fotoalbum "Nostalgie" ke 100. výročí narození Oleksandra Pežanského (editoval Vasyl Pylypjuk). Album obsahuje fotografie Prykarpacka na počátku 20. století a slavných náboženských osobností západní Ukrajiny.

## Architektonické práce
- Nerealizovaný projekt budovy knihovny pro baziliánský klášter sv. Onufria ve Lvově (1925)[4].
- Restaurátorské práce v budovách Lidového domu ve Lvově (1927)[5].
- Projekt kostela v obci Strilkiv, okres Stryi. Vyvinut v roce 1927 a doplněn v roce 1929. Do roku 1939 nebyla stavba dokončena a pokračovalo se až v roce 1999 podle projektu A. Olejník.
- Kostel svaté Paraskevy v obci Ilnyk, Lvovská oblast (1928).
- Projekt prvotní rekonstrukce Šuchevyčovy vily v Barvinské ulici 7 z roku 1928. Rekonstrukce byla dokončena až v roce 1936 pod vedením Jaroslava Fartucha-Fileviče[6].
- Obytné domy č.p 26-40 na Piskovské ulici ve Lvově pro ukrajinské družstvo "Vlasna chata" (1927-1929).
- Dvoupatrová komerční a průmyslová budova "Maslosojuz" mezi ulicemi Bratrů Michnovských a Holovackého ve Lvově (1932)[7].
- Sídlo Karpatského lesnického klubu ve Slavském. Projekt z roku 1932 byl spolkem schválen[1] a do konce roku byl téměř kompletně realizován[8].
- Kostel svatého Mikuláše v obci Jamnycia, okres Tysmenyckyj, Ivano-Frankivsk region. Byl postaven v roce 1933. Stavbě předcházel další projekt, jehož autorem je Lev Levinsky, který však nevyšel.
- Kostel Krista Krále ve stylu art deco v Ivano-Frankivsku (1928–1935)[9].
- Vysokohorská základna Ukrajinské turistické a místní historické společnosti "Ply" na louce Plisce v pohoří Gorgany pod horou Grofa. Projekt v původním bojkivském stylu provedl Pežanskyi zdarma, realizoval jej v letech 1933-1935.
- Zděný kostel v obci Potelyč, dokončený v roce 1936[10].
- Řízení výstavby nemocnice Narodna Ličnycia na adrese Ozarkeviča 4 ve Lvově. Projekt Evgena Nagirného[11][12]. Stavba probíhala v letech 1931 až 1937.
- Kostel v Ozerjanech, okres Borščyv (1937)[13].
- Projekt kostela pro vesnici Livčycia, okres Horodockyj, napsaný v roce 1929. Stavba začala v roce 1938 poté, co byl projekt revidován architektem Jurijem Piaseckým. Dokončena byla až v roce 1939[14].
- Modernizace projektu zděného kostela Nanebevzetí Panny Marie v Boryslavi (stavba v letech 1928-1931, původní projekt Serhije Tymošenkové, stavbu řídil Lev Šelevič)[15].
- Komerční obytná budova pro společnost "Karpatiya" na ulici Hlybokii 11 ve Lvově (1938–1939)[16]
- Dostavba Dunikovského vily v Drahomanově ulici 42 ve Lvově pro potřeby muzea[17]
- Cihlový kostel ve vesnici Pjatnycja. Stavba začala v roce 1935, ale dokončena byla až v roce 1939. V roce 1989 stavba pokračovala[18].
- Soutěžní projekt na rekonstrukci kostela Svatého Ducha ve Lvově, druhá cena (1942, spoluautor Otto Fedak)[19]. Motto projektu – „Černý kříž v kruhu“[20].
- Projekty veřejných domů pro Zvynjač a Kosmač okresu Kosiv (nejpozději 1930).[21]